# Rückersdorf (Niederlausitz)
Rückersdorf er en by i landkreis Elbe-Elster i den tyske delstat Brandenburg og tilhører Amt Elsterland med sæde i Schönborn.
- Wikimedia Commons har flere filer relateret til Rückersdorf